# Tempel der Ramessiden (Asasif)
Der Tempel der Ramessiden ist ein von Ramses IV. erbautes Millionenjahrhaus am Ostrand von Al-Asasif in Theben-West.
Der Tempel, von dem heute nur noch wenige Reste erhalten sind, war das erste Projekt von Ramses IV., der sofort nach Regierungsantritt ein umfangreiches Bauprogramm begann. Die Arbeiten am Tempel wurden von Ramses V. und Ramses VI. weitergeführt, jedoch kam es nie zu einer Fertigstellung des Gebäudes. Der Tempel ist das letzte Beispiel eines Millionenjahrhauses. Ramses IV. ließ daneben in seiner siebenjährigen Regierungszeit noch einen Kolonnadentempel und einen weiteren Tempel nördlich von Medinet Habu errichten.

## Lage
Der Tempel liegt am Fruchtlandrand im Talkessel des Asasif, am Fuße der Aufwege von Mentuhotep II. und Thutmosis III., südwestlich des Taltempels der Hatschepsut.

## Forschungsgeschichte
1911 erfolgte die erste Grabungsexpedition durch das New Yorker Metropolitan Museum of Art im Bereich des östlichen Asasifs. Unter der Leitung von Herbert E. Winlock kam es zu einer partiellen Freilegung. Man entdeckte zunächst einen zur Pylonfassade gehörenden Granitblock am Aufweg von Mentuhotep II., den man fälschlicherweise einem Taltempel der 11. Dynastie zuordnete. Der Fund eines nahegelegenen Reliefblockes von Ramses II. widersprach jedoch der anfänglichen Datierung, zudem stellte man eine sorgfältig gearbeitete Fundamentierung fest, die die Aufwege von Mentuhotep II. und Thutmosis III. zerstörte. Winlock erstellte einen ersten Plan der Osthälfte, dessen Rekonstruktion auf einen Vergleich mit dem Totentempel des Ramses III. in Medinet Habu basierte.
Von 1934 bis 1935 fanden Grabungen unter der Leitung von Ambrose Lansing statt, der sieben Gründungsdepots aus der Zeit Ramses IV. entdeckte. Bis dahin wurde der Tempel irrtümlicherweise in die relativ langen Regierungszeiten von Ramses IX. und Ramses XI. datiert. 1969 bis 1971 gab es weitere Grabungen von Manfred Bietak und der Universität Wien, die zu wesentlichen Erkenntnissen über die Ausdehnung, die Konstruktion und zahlreiche Baudetails führten, unter anderem entdeckte man eine aufwendige Fundamentierung, die für diese Zeit einzigartig war.

## Architektur

### Aufbau

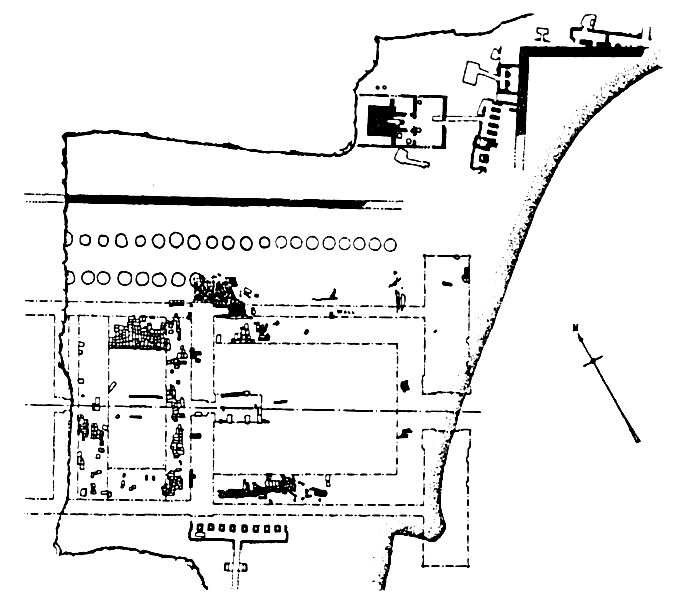
Ostteil des rekonstruierten Tempelgrundrisses, nach Winlock

Die Tempelanlage beginnt mit einem großen Eingangspylon im Südosten. Darauf folgt ein säulenumstandener Hof, an den sich ein Festhof mit einer doppelten Säulenreihe anschließt. Nach Winlock befand sich an der inneren Fassade des Pylons möglicherweise noch eine einfache Säulenreihe.
Eine Besonderheit stellt die gewaltige Fundamentierung dar, die nicht direkt auf dem stabilen Felsboden errichtet wurde, sondern in einem Becken in der Sohle der Aufwege. Das Becken hat eine Größe von 240 × 60 m – was gleichzeitig der Gesamtgröße des Tempels entspricht – und war mit reinem Sand gefüllt. Die Tiefe nimmt nach Osten hin ab, wobei die Westseite eine doppelte Tiefe hat. Bei der Konstruktion musste die kontinuierliche Niveauabnahme der Aufwege berücksichtigt werden, die auch zu einer künstlichen Erhöhung des Ostendes mit dem Pylon führte. Neben der stufigen Absetzung der Wanne unterhalb der westlichen Sanktuare, die circa eine Elle und drei bis vier Handbreit beträgt, gibt es auch eine seitliche Verbreiterung um je drei Ellen. Die tiefe Fundamentierung war womöglich auch kultisch bedingt, da der Sand zusätzlich eine kultische Reinheit des Baugrundes garantierte. Das westliche Sanktuarium hätte somit auf doppelt reinem Untergrund gestanden.

### Bauinschriften
In der tiefer gelegenen Sohle der Sanktuarienfundamente fanden sich, an der von Nord nach Süd verlaufenden Kante, sieben chronologisch angeordnete hieratische Bauinschriften. Diese dokumentierten sowohl den Arbeitsfortschritt, dienten aber auch als Kontrollmarken und als Orientierungshilfe für Maßangaben. Die Inschriften waren in etwa gleich aufgebaut:

„Die fünf Epagomentage, Geburtstagsfest der Nephthys, (1 Elle) drei Handbreit, sein Haus, die Steinmetze des Usermaatrenacht“

Die Inschriften belegen, dass auch an Feiertagen gearbeitet wurde und dass der Tempel womöglich eilig fertiggestellt werden sollte.

### Herkunft der Blöcke
Für den Bau der Tempelanlage wurden hauptsächlich Spolienblöcke verwendet. Die meisten davon (bis auf die Fundamente und das Tempelpflaster) bestanden aus Kalkstein. Einige davon zeigen Opferszenen von Ramses II. in versenktem Relief und abgenutzte Darstellungen aus der 18. Dynastie. Die Blöcke von Ramses II. stammen nach Bietak aus Nebengebäuden des nahegelegenen südwestlichen Ramesseums, gehörten allerdings ursprünglich zu Thutmosis III. und zum Taltempel der Hatschepsut. Einige Blöcke sind aber auch direkt Reste vom Taltempel der Hatschepsut, vom Tempel des Amenophis I. in Dra Abu el-Naga und der Aufwege von Mentuhotep II. und Thutmosis III. Zudem wurden Inschriftensteine mit Kartuschen von Ramses V. und Ramses VI. gefunden.

## Weitere Funde
Eine weitere Gründungsgrube wurde 1971 an der Nordwestecke des Tempelfundamentes entdeckt. Sie enthielt modellartige Stierschädel- und Vorderbeine aus Fayence, Keramik (Weinamphoren, Biertöpfe, Teller und kleine Schüsseln), sowie flachgedrückte Brotlaibe, Holzkohle, Weihrauchknollen und Getreidekörner. Zwischen der Keramik befanden sich Fayence- und Bronzepaletten von Ramses IV. Um die Grube verstreut lagen zudem Perlenketten mit weiteren Fayenceanhängern von Ramses IV. und Fayenceringe.